# 17844 Judson
17844 Judson è un asteroide della fascia principale. Scoperto nel 1998, presenta un'orbita caratterizzata da un semiasse maggiore pari a 2,8815573 UA e da un'eccentricità di 0,0245700, inclinata di 3,19952° rispetto all'eclittica.